# Єлирська сільська адміністрація
Єли́рська сільська́ адміністра́ція (абх. Елыр ақыҭа ахадара) — сільська адміністрація в складі Очамчирського району Абхазії. Адміністративний центр адміністрації — село Єлир.
Сільська адміністрація в часи СРСР існувала як Ілорська сільська рада. 1994 року, після адміністративної реформи в Абхазії, сільська рада була перетворена на сільську адміністрацію та перейменована.
В адміністративному відношенні сільська адміністрація утворена з 3 сіл:
- Єлилирха (Зені)
- Єлир (Ілорі)
- Нагуалоу (Нагвалоу)

| Грузія | Це незавершена стаття з географії Грузії. Ви можете допомогти проєкту, виправивши або дописавши її. |